# Rangpur (provins)
Rangpur (bengali: রংপুর বিভাগ) är en provins i Bangladesh. Den ligger i den norra delen av landet, 270 km nordväst om huvudstaden Dhaka. Antalet invånare är 15 787 758. Arean är 16 185 kvadratkilometer.
Rangpur delas in i:
- Dinajpur
- Gaibandha
- Kurigram
- Lalmonirhat
- Nilphamari
- Panchagarh
- Rangpur
- Thakurgaon